# NGC 1054
NGC 1054 (również PGC 10242) – galaktyka spiralna (Sbc), znajdująca się w gwiazdozbiorze Barana. Odkrył ją Heinrich Louis d’Arrest 8 października 1864 roku.